# ژنیفر دیاگبو
ژنیفر دیاگبو (فرانسوی: Jennifer Digbeu‎؛ زادهٔ ۱۴ آوریل ۱۹۸۷) بازیکن بسکتبال اهل فرانسه است.